# Ferula karatavica
Ferula karatavica är en flockblommig växtart som beskrevs av Eduard August von Regel och Johannes Theodor Schmalhausen. Ferula karatavica ingår i släktet stinkflokesläktet, och familjen flockblommiga växter. Inga underarter finns listade i Catalogue of Life.